# 歷斯·韋特侯斯
歷斯·韋特侯斯（荷蘭語：Lex Veldhuis，1983年12月29日—），是一名荷蘭職業德州撲克選手及直播主，在Twitch平台中直播打PokerStars的中高額錦標賽。歷斯是目前觀眾最多的撲克直播主，平均人數達5000-15000不等，最高紀錄更高達逾兩萬，是撲克直播界最受歡迎的龍頭大哥。

## 個人經歷
韋特侯斯是前StarCraft的職業選手。在一次國際賽事中他認識了另一名前職業電競選手、後來亦成為職業撲克手的法國人Elky。在Elky的影響下，歷斯亦加入線上及線下的撲克圈子。2005年，Elky為他在PokerStars存入10元，從此搭上撲克之路。
後來他亦有踏足live game，但卻不適應互動比賽的慢速度，他在線上打的風格是很高速度的，他亦是真實比賽限時的爭取人。他後來成為PokerStars的職業隊成員，而在2018年之後的賽事，PokerStars的真實比賽亦加入了時間籌碼，每次思考時間限定為30秒，需要長考的話便要付出時間籌碼，這大大改善了比賽的順暢度。
韋特侯斯在2009年的WSOP成名，他曾經連續偷雞5次，更每一次都會展示他的偷雞牌，從此在撲克界中建立了一定名氣。
現時他除了是PokerStars的職業隊成員外、以及在Twitch直播打撲克賽事（每月平均買入為4萬美金） ，他亦成為PokerStars的真實循迴賽的評述員，負責專業撲克手牌分析。

## 外部連結
- Lex Veldhuis Hendon Mob profile （页面存档备份，存于）
- Lex Veldhuis （页面存档备份，存于） 於 Twitch.tv